# 奇曼區
8°43′12″N 78°37′12″W / 8.72000°N 78.62000°W
奇曼區（西班牙語：Distrito de Chimán），是巴拿馬的一個行政區，位於該國中東部，由巴拿馬省負責管轄，始建於1886年，面積1,046平方公里，2010年人口3,343，人口密度每平方公里3.2人。